# ISO 3166-2:AZ
ISO 3166-2:AZ er Aserbajdsjans del af ISO 3166-2, som er en del af ISO 3166-standard udgivet af International Orginazation for Standardization (ISO), og som definerer koder for navnene på de vigtigste underinddelinger (f.eks. delstater eller amter) af alle lande med kode i ISO 3166-1.   
For Aserbajdsjan det er defineret koder til to niveauer af underafsnit:
- En autonom republik (Nakhitjevan)
- 11 kommuner og 66 distrikter

De elleve kommuner har status på samme niveau som distrikter. 
Hver kode består af to dele, adskilt af en bindestreg. Den første del er AZ, ISO 3166-1 alfa-2-kode til Aserbajdsjan. Det andet afsnit indeholder følgende:
- to bogstaver: den autonome republik og kommuner
- tre bogstaver: distrikter

## Nuværende koder

### Autonome Republik
| Kode  | Navn        |
| ----- | ----------- |
| AZ-NX | Nakhitjevan |

### Kommuner og distrikter
| Kode   | Navn         | Kategori | I den autonome republik |
| ------ | ------------ | -------- | ----------------------- |
| AZ-BA  | Baku         | kommune  | –                       |
| AZ-GA  | Gəncə        | kommune  | –                       |
| AZ-LA  | Lənkəran     | kommune  | –                       |
| AZ-MI  | Mingəçevir   | kommune  | –                       |
| AZ-NA  | Naftalan     | kommune  | –                       |
| AZ-NV  | Nakhitsjevan | kommune  | –                       |
| AZ-SA  | Şəki         | kommune  | –                       |
| AZ-SM  | Sumqayıt     | kommune  | –                       |
| AZ-SR  | Şirvan       | kommune  | –                       |
| AZ-XA  | Xankəndi     | kommune  | –                       |
| AZ-YE  | Yevlax       | kommune  | –                       |
| AZ-ABS | Abşeron      | distrikt | –                       |
| AZ-AGC | Ağcabədi     | distrikt | –                       |
| AZ-AGM | Ağdam        | distrikt | –                       |
| AZ-AGS | Ağdaş        | distrikt | –                       |
| AZ-AGA | Ağstafa      | distrikt | –                       |
| AZ-AGU | Ağsu         | distrikt | –                       |
| AZ-AST | Astara       | distrikt | –                       |
| AZ-BAB | Babək        | distrikt | NX                      |
| AZ-BAL | Balakən      | distrikt | –                       |
| AZ-BAR | Bərdə        | distrikt | –                       |
| AZ-BEY | Beyləqan     | distrikt | –                       |
| AZ-BIL | Biləsuvar    | distrikt | –                       |
| AZ-CAB | Cəbrayıl     | distrikt | –                       |
| AZ-CAL | Cəlilabab    | distrikt | –                       |
| AZ-CUL | Culfa        | distrikt | NX                      |
| AZ-DAS | Daşkəsən     | distrikt | –                       |
| AZ-FUZ | Füzuli       | distrikt | –                       |
| AZ-GAD | Gədəbəy      | distrikt | –                       |
| AZ-GOR | Goranboy     | distrikt | –                       |
| AZ-GOY | Göyçay       | distrikt | –                       |
| AZ-GYG | Göygöl       | distrikt | –                       |
| AZ-HAC | Hacıqabul    | distrikt | –                       |
| AZ-IMI | İmişli       | distrikt | –                       |
| AZ-ISM | İsmayıllı    | distrikt | –                       |
| AZ-KAL | Kəlbəcər     | distrikt | –                       |
| AZ-KAN | Kangərli     | distrikt | –                       |
| AZ-KUR | Kürdəmir     | distrikt | –                       |
| AZ-LAC | Laçın        | distrikt | –                       |
| AZ-LAN | Lənkəran     | distrikt | –                       |
| AZ-LER | Lerik        | distrikt | –                       |
| AZ-MAS | Masallı      | distrikt | –                       |
| AZ-NEF | Neftçala     | distrikt | –                       |
| AZ-OGU | Oğuz         | distrikt | –                       |
| AZ-ORD | Ordubad      | distrikt | NX                      |
| AZ-QAB | Qəbələ       | distrikt | –                       |
| AZ-QAX | Qax          | distrikt | –                       |
| AZ-QAZ | Qazax        | distrikt | –                       |
| AZ-QOB | Qobustan     | distrikt | –                       |
| AZ-QBA | Quba         | distrikt | –                       |
| AZ-QBI | Qubadlı      | distrikt | –                       |
| AZ-QUS | Qusar        | distrikt | –                       |
| AZ-SAT | Saatlı       | distrikt | –                       |
| AZ-SAB | Sabirabad    | distrikt | –                       |
| AZ-SBN | Şabran       | distrikt | –                       |
| AZ-SAD | Sədərək      | distrikt | NX                      |
| AZ-SAH | Şahbuz       | distrikt | NX                      |
| AZ-SAK | Şəki         | distrikt | –                       |
| AZ-SAL | Salyan       | distrikt | –                       |
| AZ-SMI | Şamaxı       | distrikt | –                       |
| AZ-SKR | Şəmkir       | distrikt | –                       |
| AZ-SMX | Samux        | distrikt | –                       |
| AZ-SAR | Şərur        | distrikt | NX                      |
| AZ-SIY | Siyəzən      | distrikt | –                       |
| AZ-SUS | Şuşa         | distrikt | –                       |
| AZ-TAR | Tərtər       | distrikt | –                       |
| AZ-TOV | Tovuz        | distrikt | –                       |
| AZ-UCA | Ucar         | distrikt | –                       |
| AZ-XAC | Xaçmaz       | distrikt | –                       |
| AZ-XIZ | Xızı         | distrikt | –                       |
| AZ-XCI | Xocalı       | distrikt | –                       |
| AZ-XVD | Xocavənd     | distrikt | –                       |
| AZ-YAR | Yardımlı     | distrikt | –                       |
| AZ-YEV | Yevlax       | distrikt | –                       |
| AZ-ZAN | Zəngilan     | distrikt | –                       |
| AZ-ZAQ | Zaqatala     | distrikt | –                       |
| AZ-ZAR | Zərdab       | distrikt | –                       |

## Ændringer
Følgende ændringer i Aserbajdsjan rapporter er blevet offentliggjort i nyhedsbrevet af ISO 3166 / MA siden ISO 3166-2 blev første gang udgivet i 1998:
| Nyhedsbrev                                                   | Dato                               | Skift beskrivelse                                                                                         | Ændring |
| ------------------------------------------------------------ | ---------------------------------- | --- | --- |
| Nyhedsbrev I-2 Arkiveret 31. januar 2012 hos Wayback Machine | 2002-05-21                         | Ændring af et tag og fire typo rettelser. Bemærkninger om distrikter, der tilhører den autonome republik. | Koder: Nakhitjevan: AZ-MM → AZ-NX |
| Nyhedsbrev II-3                                              | 2011-12-13 (instrueret 2011-12-15) | Ændring af navn, alfabetisk orden og opdatering af listen kilde.                                          | Sektioner tilføjede: AZ-KAN Kǝngǝrli AZ-NV Nakhitsjevan (kommune) Sektioner slettet: AZ-SS Şuşa Koder: AZ-AB Əli Bayramlı → AZ-SR Şirvan AZ-DAV Dəvəçi → AZ-SBN Şabran AZ-XAN Xanlar → AZ-GYG Göygöl |